# Perigrapha rorida
Perigrapha rorida är en fjärilsart som beskrevs av Frivaldsky, 1835. Arten placeras i släktet Perigrapha och familjen nattflyn.
Arten förekommer från Iberiska halvön i väster och vidare österut genom Balkan, Turkiet och in i Transkaukasien.
Perigrapha rorida är ljust sandfärgad till varmt ljusgrå, med små mörka och eller rödbruna prickar på täckvingarna. Larven är grön med ett gult längsgående streck på kroppssidan.